# مسجد شعر النبي
مسجد شعر النبي أو جامع موي مبارك (بالإنجليزية: Mosque of the Hair of the Prophet ، Jame Mui Mobarak ) هو مسجد يقع بالقرب من سوق كابول في مدينة قندهار في أفغانستان .

## البناء
بني مسجد شعر النبي في القرن التاسع عشر الميلادي من قبل كوهنديل خان، وفيه قناة مظللة تمر وتجري من خلال فناء المسجد، وعند نقطة واحدة من المسجد كان هناك منزل خصص كمكان لراحة واستراحة المسافرين .

## اسم المسجد
يعتقد أن المسجد يحتوي على شعر النبي محمد وقد جلب الشعر إلى قندهار في الوقت نفسه الذ جلبت فيه عباءة النبي محمد إلى مسجد العباءة، يتم الاحتفاظ بشعر النبي في جانب المصلى في غمد ذهبي في نعش مكدس فوقه عدد من البطانيات واللافتات، مولوي الخطيب هو ناظر المسجد وهو واحد من كبار أعضاء مجلس علماء شورى قندهار أو المجلس رجل الدين.

## اقرأ أيضا
- الإسلام في أفغانستان